# Teimuraz I de Kakhètia
Teimuraz I (Taimuraz Khan), nascut el 1587, era fill gran de David I de Kakhètia i de Kethavan. Educat a Esfahan va ser proclamat a la mort del seu oncle Constantí I de Kakhètia i va ser reconegut per Pèrsia.
En 1613 Abbas I el Gran el va imposar a Kakhètia, i Luarsab II a Kartli com a governants titelles però el 1614 van fugir a Imerècia cercant protecció otomana. El 1614 Abbas I va enviar un fort exèrcit a Kakhètia sota comandament d'Isa Khan que va ocupar el país i després va passar a Imerècia, ocupant Grem fent milers de presoners i repoblant el país amb turcmans i tàtars. El 1615 Teimuraz va tornar a Geòrgia derrotant aprofitant noves hostilitats entre otomans i safàvides i va derrotar un exèrcit safàvida, però quan els otomans van posposar la invasió de Pèrsia, Abbas va enviar un exèrcit per derrotar Teimuraz i després de signar la pau a Serav el 1618 va intensificar els esforços d'invasió i va nomenar Simó II de Kartli.
Revoltat Jordi Saakadze a Kartli, el 1623, va ser proclamat rei de Kakhètia i de Kartli, i, deposat Simó II de Kartli va prendre el control total d'aquest regne el 1630. Perduda Kartli devant Rustam Khan va fugir a Imerècia el 1633. Va retornar i recuperà el control de Kakhètia el 1634. Fou perdonat i el 1638 fou reconegut valí de Kakhètia.
Va negociar el protectorat rus i va fer aliança amb Rússia el 23 d'abril del 1639. Rustam de Kartli va envair el país el 1648 i va haver de fugir altre cop a Imerècia. Va visitar Rússia el 1657 on va continuar negociacions i va ser rebut el juny de 1658 pel tsar Alexei Mikhailovitch a Moscou. També va negociar amb Pèrsia, i va anar allí però alhora que hi era, un nebot seu va voler apoderar-se de Kakhètia i llavors Teimuraz va ser engarjolat. Finalment es va fer monjo amb més de 70 anys.
Fou un poeta i home de lletres autor de "Diàleg entre la primavera i la tardor" "Vard bulbuliani" i d'altres.
Casat una primera vegada amb Anna (+ 1609), filla de Mamia II Gurieli, de Gúria i casat de segones amb Khwarashan Darejan (+1659), filla de Jordi X de Kartli.
Va morir captiu a Astarabad el gener de 1663.